# Scandalo INGIC
Lo scandalo INGIC è stato un caso politico-finanziario avvenuto nel 1954 in Italia, che coinvolse i rapporti tra l'Istituto Nazionale Gestione Imposte di Consumo (I.N.G.I.C.) e il mondo politico del tempo.

## Storia
L'Istituto Nazionale Gestione Imposte di Consumo, I.N.G.I.C., Ente pubblico fondato nel 1936 durante il governo Mussolini, aveva la funzione di assumere appalti per la riscossione delle imposte di consumo ed eventualmente di altri tributi locali, o connessi, nei vari comuni d'Italia. Emerse agli inizi del 1954 la corruzione indebita di diversi funzionari politici nei confronti delle aziende private appaltatrici. Gli indagati furono 1183 e i rinviati a giudizio 600. Il Parlamento negò l'autorizzazione a procedere nei confronti degli eletti nella III legislatura coinvolti nell'indagine.
I primi riscontri avvennero nelle province di Arezzo e Piacenza, ma le indagini successive stabilirono un comportamento analogo in ogni provincia italiana.